# Mohamed Lamine Bangoura
Pour les articles homonymes, voir Bangoura.
Mohamed Lamine Bangoura, né le 10 novembre 1958 à Moribayah (Guinée), est un ingénieur génie rural et homme politique guinéen.
Depuis le 22 janvier 2022, il est conseiller au sein du Conseil national de la transition (CNT) de la république de Guinée en tant que représentant des sages des régions,.